# 노수부

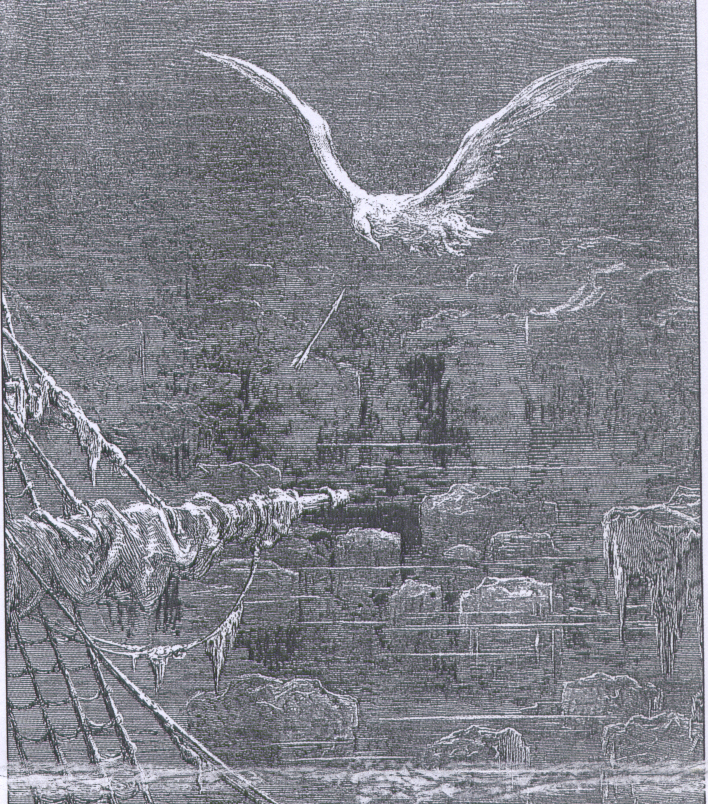

노수부(The Rime of the Ancient Mariner, 1798년)는 새뮤얼 테일러 콜리지의 시이다.
처음 <서정가요집>에 실렸다. 한 사람의 노수부가 결혼 연회에 초청을 받아 가는 젊은이를 붙잡고 이야기를 시작한다. 그의 배가 태풍을 만나 남극으로 표류하여 얼음 속에 갇혔을 때에 날아온 새, 신천옹(信天翁)을 그가 사살했기 때문에 배는 저주를 받아 북쪽으로 흘러가 적도 근처에서 그들의 배는 “그림의 바다에 그림 같은 배처럼 움직이지 않았다” 그리하여 “물 물이 온통 넘쳐 있으나 갑판은 메말라 비틀어질 뿐이다” 선원들은 갈증으로 쓰러져 있었다. 그러나 노수부는 달빛의 바다에 희롱하는 바닷뱀의 아름다움에 압도되어 부지불식간에 마음으로 기원(祈願)한 바 있어 저주는 풀리고 배는 또다시 영국으로 돌아왔다. 이렇게 하여 노수부는 참회를 위해 각지를 순례하고 있는 것이다.
이 시는 두운(頭韻)을 효과적으로 써서 음악적으로도 우수하여 신비적인 분위기에 싸인 발라드조(調)의 시이며 낭만주의의 정수라 생각되는 작품이다.

## 영향을 준 작품
- 방황하는 유대인